# Mészáros Péter (költő)

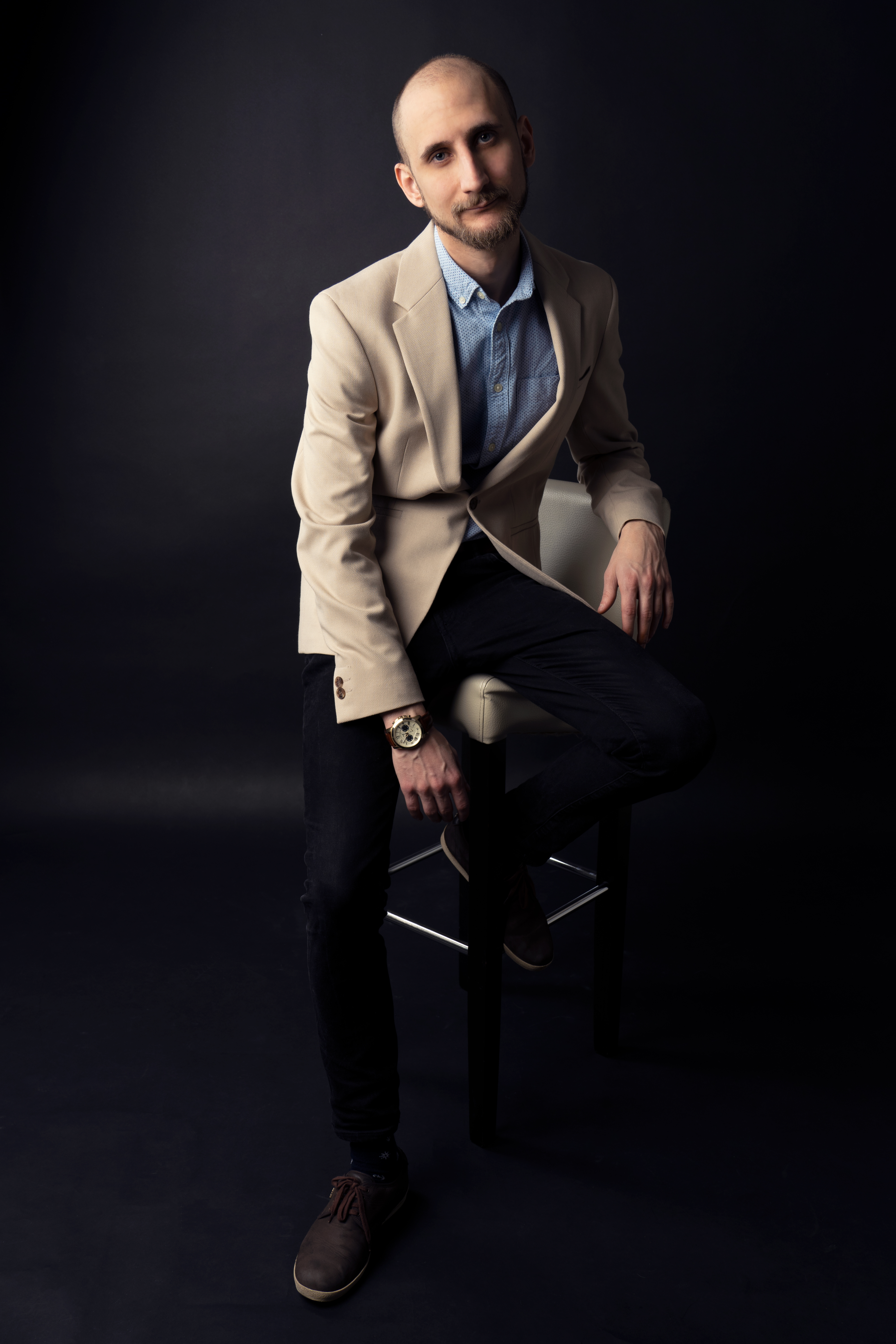
Mészáros Péter, költő, fotó: Kavalecz Aida

Mészáros Péter (Szeged, 1993 –) magyar költő, slammer és reklámstratéga, M3SY néven artpop-előadó, a Slam Poetry Szeged alapítója, 2017 Slam Poetry-bajnoka, valamint Slam Poetry Európai Bajnokság közönségdíjas előadója.

## Életrajz
Középiskolai tanulmányait 2012-ben az SZTE Ságvári Endre Gyakorló Gimnáziumban végezte el. Pszichológia alapszakon végzett az Eötvös Loránd Tudományegyetem Pedagógiai és Pszichológiai karán, utána három szemesztert a BME Kommunikáció és Médiatudomány mesterképzésén hallgatott.
2012-ben alapította a Slam Poetry Szegedet, melynek 2023-ig főszervezője volt.
2017-ben megnyerte a 6. Országos Slam Poetry bajnokságot és a Brüsszelben tartott Európa-bajnokság ötödik helyét szerezte meg, valamint a közönség őt választotta a legjobb előadónak.
Az AISEC nemzetközi program segítségével újságírást és kommunikációt tanult fél évig Oroszországban, Szentpéterváron.
2019-ben beválogatták a TEDxSzeged előadói programjába, ahol a mesterséges intelligencia és a költészet viszonyáról tartott előadást.
2021-ben A Trafó Kortárs Művészetek Házával koprodukcióban, Nagy Márk, a Randóti Miklós színház színészének rendezésében, Bárány Bencével, a Vates márka alapítójával bemutatta az első színdarabját, a Láttát, melyet a Trafóban, a Margó Irodalmi Fesztiválon, a Kapolcsi Művészetek Völgyében, valamint a Szegedi Nemzeti Színházban játszottak.
Az EUROPASS YOUTH PARTICIPATION PROJECTS keretében fiatalok civil aktivitását támogató kreatív workshopokat mentorál és állandó előadója a Sinkovits Imre Kollégiumnak.
Jelenleg a Hello Agency Kreatív Stratégiai Koordinátora

## Művei

### Slam Poetry
- Klímagyász[3]
- Standard Hiba[4]
- VATES[5]

### Antológia
- Fiatal alkotók száma – Híd, irodalmi, művészeti és társadalomtudományi folyóirat
- Umami antológia – Libri kiadó Simon Márton – Valuska László (szerk.): Apokalipszis, most?
- Folyóatlasz - Pillanatok kiszorulóban / - a Ságvári Gimnázium irodalmi antológiája -

### Diszkográfia
- 2023 – Radn0ti Az ördög rád kacsint EP[6]
- 2024 - Címke vagy single[7]

### Publikációi
- Hét Nap Online: "Körforgásos Költői Gazdaságot"[8]
- Minner: "Mesterséges intelligencia a vadkeleten: Llámák, unikornisok és a magyar Kojot"[9]
- Reaktor: "Mi nem vagyunk se rapperek, se költők, se izék, hanem slammerek"[10]
- Kreatív Online: "Mára már egy AI is kreatívabb, mint a kreatív szakemberek, ha feltöltődésről van szó"[11]

## Díjai
- Sárvári Diákírók és Költők Országos Találkozója 2012, Líra: ezüst minősítés, próza: arany minősítés, közönségdíj
- Hatodik Országos Slam Poetry Bajnokság 1. hely
- 2017 Poetry Slam European Championship Audience Award
- “Prizma Kreatív” out of the box különdíj 2021[12]
- “Content Marketing” arany díj 2021[13]
- “Lolipop Brand Activation” 2022 Arany díj[14]
- “Arany Penge” arany díj 2022[15]
- Szeged város művészeti alkotói támogatása 2023